# Michael Wagener (Künstler)

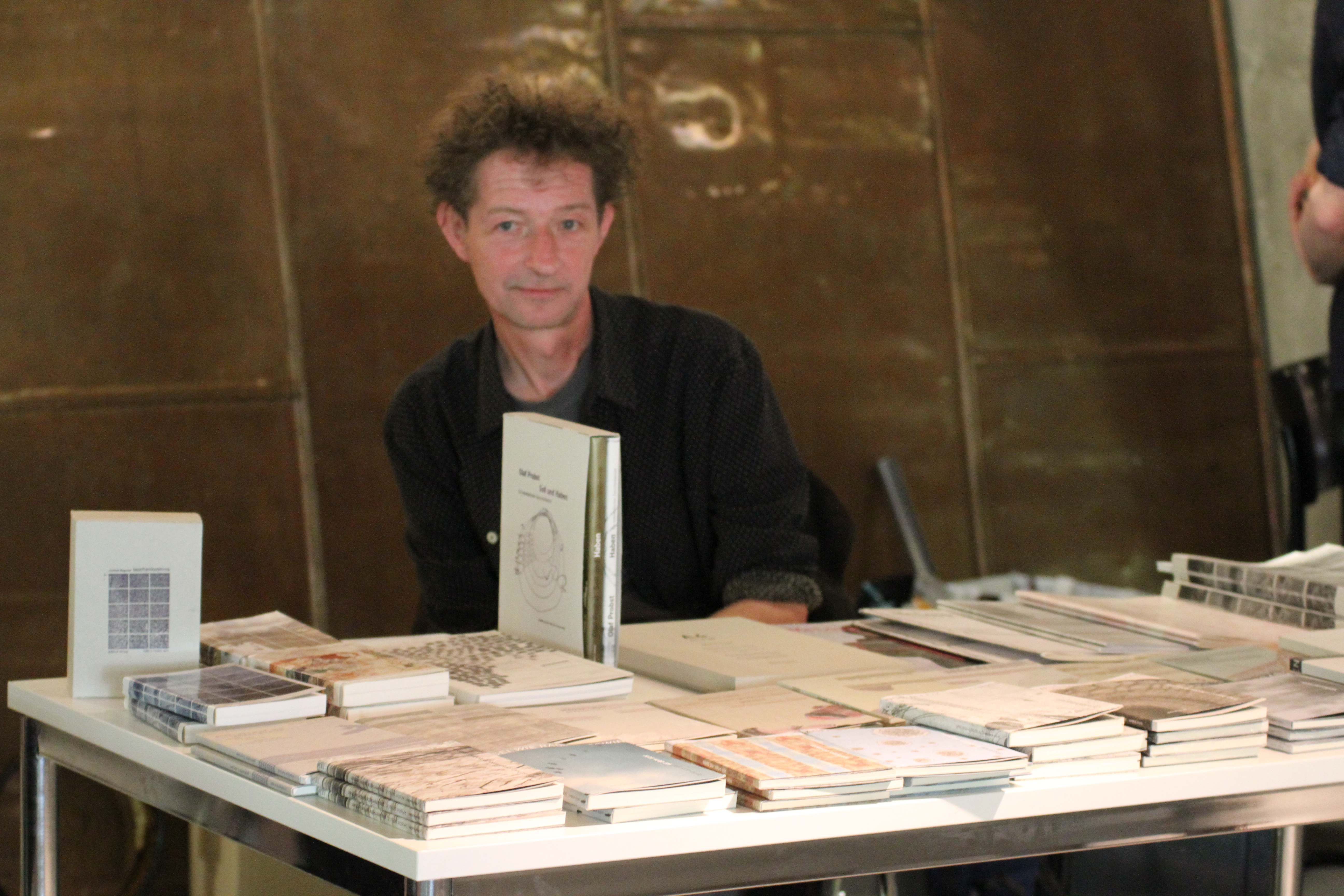
Michael Wagener am Stand des gutleut verlags am Lyrikmarkt Berlin 2016

Michael Wagener (* 1966 in Morsbach) ist ein deutscher Künstler, Autor, Übersetzer, Designer, Herausgeber und Verleger.

## Leben und Werk
Wagener studierte von 1988 bis 1990 Philosophie und Kunstgeschichte an der Goethe-Universität Frankfurt am Main sowie von 1990 bis 1998 Bildhauerei und Fotografie bei Wolfgang Luy an der HfG Offenbach am Main. 2002 gründete er in Frankfurt den gutleut Verlag. Der gutleut Verlag ging aus dem 1997 gegründeten Ausstellungsraum gutleut 15 im Frankfurter Gutleutviertel hervor.
Der Künstler Michael Wagener arbeitet mit verschiedenen Medien – Installation, Skulptur, Fotografie und Bild – zum Thema Raum und Erscheinungsformen von Raum. Er hat sich vor allem mit der Kartografie als einer Form der Raumkonzeption auseinandergesetzt. In diesem Zusammenhang ist er auf den Kartografen Gerhard Mercator gestoßen. Anders als heutige Ausgaben, bietet der von Mercator zusammengestellte allererste Atlas aus dem Jahr 1595 nicht bloß eine Sammlung topografischer und politischer Karten: „Es handelt sich vielmehr um ein für die Renaissance nicht untypisches ‚Welterklärungsmodell‘, aber auch um eine Art Gesamtkunstwerk, in dem Wissenschaften, Religion und Kunst miteinander verschmelzen.“
Michael Wagener lebt und arbeitet in Frankfurt am Main.

## Publikationen (Auswahl)
- Michael Wagener (Hrsg.): nichts. manifeste und poeme. (Mit Texten und Arbeiten von Yevgeniy Breyger, Eva Köstner und Michael Wagener). Frankfurt am Main 2022, gutleut Verlag.
- aussichtsplattform | welten.9 | darsolarpolar [zusammen mit Dirk Uwe Hansen]. Frankfurt am Main 2020, gutleut Verlag.
- dauerlandschaft - album, Frankfurt/Main 2014
- Die Kartografie der Vögel, Offenbach 2011
- dauerlandschaft – the remixes, Frankfurt/Main 2010
- taschenkosmos, Frankfurt/Main 2002
- taschenatlas, Frankfurt/Main 2002
- 2.01-2.10 Frankfurt/Andere Orte, Florian Lumeau und Michael Wagener, Frankfurt/Main 2001
- auf lager, M. Fischer, J. Gelhaar, F. Lumeau, M. Wagener, Frankfurt/Main 1995

## Einzel- und Gruppenausstellungen (Auswahl)
- 2011 Die Kartografie der Vögel, Deutscher Wetterdienst, Offenbach
- 2010 grenzlinien, Kultursommer Rheinland-Pfalz, Mainz
- 2010 das humboldt-ding, Kunsthaus Erfurt, Erfurt
- 2009 skeips – die beschaffenheiten eines x, Kaiser & Cream Art District, Frankfurt/Main
- 2009 Grenzland, Römer 9, Frankfurt/Main, und Kunstverein Aschaffenburg
- 2009 am besten besenrein, Ausstellungsraum gutleut 15, Frankfurt/Main
- 2008 Nach-Richten, Stadtbibliothek Heilbronn
- 2007 Gestalte/Create - Design Medien Kunst, MAK, Museum für Angewandte Kunst, Frankfurt/Main
- 2006 heaven is, Luminale, Frankfurt/Main
- 2005 word and object, Sonderausstellung Kunstsalon, Berlin
- 2004 upper worlds, Ausstellung + Installation, Southern Alberta Art Gallery, Lethbridge, Alberta, Kanada
- 2004 expedition, Installation, Ausstellungsraum Fleisch (Café Moskau), Berlin Landnahme, Galerie Pankow, Berlin camera convista, Palazzo Barbariggio della Terazza, Venedig, Italien
- 2002 welten.4 - Kosmos, Rauminstallation und Vortragsreihe, Hl.-Geist-Kirche, Frankfurt/Main
- 1999 Ich war da, Galerie Schütz, Frankfurt/Main
- 1998 IN DER WELT SEIN, Goethe-Institut, Rom (Katalog)
- 1995 Schöne Aussicht, Galerie Schütz, Frankfurt/Main

## Auszeichnungen und Stipendien
- 2021 Deutscher Verlagspreis[4] als Verleger des gutleut Verlags
- 2020 Hessischer Verlagspreis[5] (Sonderpreis) als Verleger des gutleut Verlags
- 2003 Venedigstipendium, Deutsches Studienzentrum Venedig
- 2003 taschenkosmos, Auszeichnung durch die Stiftung Buchkunst
- 2002 Munchstipendium NOCA (Oslo), Norwegen
- 1994–97 Stipendium der Studienstiftung des Deutschen Volkes